# Apparition de la Vierge à Saint Laurent
L’Apparition de la Vierge à saint Laurent (Aparición de la Virgen a San Lorenzo) est un tableau peint par Le Greco en 1577. Il mesure 119 cm de haut sur 102 cm de large. Il est conservé au collège Notre-Dame-de-la-Antigua (es) à Monforte de Lemos, dans la province de Lugo en Espagne. 